# کروم استات هیدروکسید
کروم استات هیدروکسید (به انگلیسی: Chromium acetate hydroxide) با فرمول شیمیایی Cr۳(OH)۲(OOCCH۳)۷ یک ترکیب شیمیایی با شناسه پاب‌کم ۴۱۷۲۰۱۵ است. که جرم مولی آن 603.3 g/mol می‌باشد. شکل ظاهری این ترکیب، جامد سبز تیره است.